# Robo de diamantes en el aeropuerto de Bruselas
El 18 de febrero de 2013, ocho hombres enmascarados y armados en dos coches con emblemas policiales, robaron aproximadamente 38 000 000€ (33 000 000£, 50 000 000$) en diamantes de un Fokker 100 de bandera suiza operado por Helvetic Airways en el área de estacionamiento para aeronaves del aeropuerto de Bruselas, Bélgica, justo antes las 20:00 CET. El robo se realizó sin ningún disparo.

## Robo
Los ladrones se escondieron en un solar en construcción en las inmediaciones del aeropuerto antes de cometer el robo. Estaban armados con rifles de asalto Kalashnikov y vestidos como agentes de policía. Tras entrar en el aeropuerto a través de un agujero practicado en la valla de seguridad del mismo, los ladrones entraron en las instalaciones con dos vehículos, una furgoneta Mercedes y un Audi, ambos negros y con luces azules de la policía. Condujeron directamente hacia el avión desde el que las gemas eran transferidas a una furgoneta blindada de la empresa Brink's que había llegado desde Amberes hasta el jet fokker 100 bimotor del vuelo LX789 y con destino a Zúrich, en Suiza.
El período de tiempo entre el procedimiento de la carga y el momento en el que el avión empezó a maniobrar para el despegue sólo había durado 15 minutos, según Caroline De Wolf, portavoz del Centro Mundial de Diamantes de Amberes. De Wolf declaró que el arco de tiempo para el robo era tan breve que los ladrones tenían que haber conocido y cronometrado los procedimientos de transferencia con antelación.
Los ladrones detuvieron el avión y después blandieron sus pistolas, deteniendo a los pilotos y al personal de seguridad del transporte. La fiscalía de Bruselas describió las armas que utilizaron  "del tipo Kalashnikov", con toda probabilidad armas Galil. Los ladrones no dejaron de apuntarles en ningún momento. Cargaron 130 sacas en sus automóviles y se alejaron en ellos, pero dejaron atrás algunas gemas con las prisas.
Todo el robo se perpetró en aproximadamente 20 minutos y parece que no alteró la paz de los pasajeros. De hecho, los pasajeros no se enteraron de que algo había pasado hasta que se les anunció que debían desembarcar porque el vuelo había sido cancelado. La furgoneta que se cree que fue usada para el robo fue encontrada más tarde abandonada y quemada.

## Reacciones
La fiscal belga Ine Van Wymersch dijo que los ladrones habían sido muy muy profesionales. El asesor francés de seguridad aeroportuaria Doron Levy dijo: "Estoy seguro de que esto fue un trabajo desde dentro ", añadiendo que el robo había sido increíblemente audaz y bien organizado, y que los trabajos a gran escala como aquel estaban a menudo tan bien organizados que los ladrones "probablemente conocen a los empleados por su nombre".